# Mastigophorophyllon giljarovi
Mastigophorophyllon giljarovi är en mångfotingart som beskrevs av Lang 1959. Mastigophorophyllon giljarovi ingår i släktet Mastigophorophyllon och familjen Mastigophorophyllidae. Inga underarter finns listade i Catalogue of Life.